# Ogtaï Efendiyev
Pour les articles homonymes, voir Efendiyev.
 (juin 2021).
La mise en forme du texte ne suit pas les recommandations de Wikipédia : il faut le « wikifier ».
Les points d'amélioration suivants sont les cas les plus fréquents. Le détail des points à revoir est peut-être précisé sur la page de discussion.
- Les titres sont pré-formatés par le logiciel. Ils ne sont ni en capitales, ni en gras.
- Le texte ne doit pas être écrit en capitales (les noms de famille non plus), ni en gras, ni en italique, ni en « petit »…
- Le gras n'est utilisé que pour surligner le titre de l'article dans l'introduction, une seule fois.
- L'italique est rarement utilisé : mots en langue étrangère, titres d'œuvres, noms de bateaux, etc.
- Les citations ne sont pas en italique mais en corps de texte normal. Elles sont entourées par des guillemets français : « et ».
- Les listes à puces sont à éviter, des paragraphes rédigés étant largement préférés. Les tableaux sont à réserver à la présentation de données structurées (résultats, etc.).
- Les appels de note de bas de page (petits chiffres en exposant, introduits par l'outil «  Source ») sont à placer entre la fin de phrase et le point final[comme ça].
- Les liens internes (vers d'autres articles de Wikipédia) sont à choisir avec parcimonie. Créez des liens vers des articles approfondissant le sujet. Les termes génériques sans rapport avec le sujet sont à éviter, ainsi que les répétitions de liens vers un même terme.
- Les liens externes sont à placer uniquement dans une section « Liens externes », à la fin de l'article. Ces liens sont à choisir avec parcimonie suivant les règles définies. Si un lien sert de source à l'article, son insertion dans le texte est à faire par les notes de bas de page.
- La présentation des références doit suivre les conventions bibliographiques. Il est recommandé d'utiliser les modèles {{Ouvrage}}, {{Chapitre}}, {{Article}}, {{Lien web}} et/ou {{Bibliographie}}. Le mode d'édition visuel peut mettre en forme automatiquement les références.
- Insérer une infobox (cadre d'informations à droite) n'est pas obligatoire pour parachever la mise en page.

Pour une aide détaillée, merci de consulter Aide:Wikification.
Si vous pensez que ces points ont été résolus, vous pouvez retirer ce bandeau et améliorer la mise en forme d'un autre article.
Ogtaï Abdulkarim oglou Efendiyev (azéri : Oqtay Əbdülkərim oğlu Əfəndiyev), né le 26 mars 1926 à Bakou et mort dans la même ville le 26 février 2013, est un historien, orientaliste et professeur azerbaïdjanais. Docteur en sciences historiques et membre responsable de l'Académie nationale des sciences d'Azerbaïdjan, il est considéré comme le fondateur de l'école d'études séfévides d'Azerbaïdjan.

## Biographie
Efendiyev est né le 26 mars 1926 à Bakou (actuel Azerbaïdjan) dans la SFSR transcaucasienne, qui faisait alors partie de l'Union soviétique. Son père, Abdulkarim Efendiyev, était diplômé de l'École des enseignants de Gori et de la Faculté d'orientalisme de l'Université d'État d'Azerbaïdjan. Il a enseigné dans la ville de Göyçay et à l'Institut pédagogique d'Azerbaïdjan. Sa mère, Kubra Khanim Efendiyeva, travaillait dans le domaine de la santé. Efendiyev, qui a perdu son père à l'âge de 8 ans, a été élevé par sa mère et son oncle, Rasul Rza.

## Carrière universitaire
Efendiyev entre à l'Université d'État de Bakou en 1945, puis poursuit ses études à Moscou un an plus tard. Il reçoit le diplôme de l'Institut d'études orientales de Moscou en soutenant sa thèse de doctorat en 1955. Il devient professeur en 1993. Il travaille à l'Institut d'histoire de l'Académie nationale des sciences d'Azerbaïdjan (ANSA) pendant environ soixante ans. Il devient un membre permanent de l'ANSA en 2001.
Il a étudié principalement l'histoire socio-politique et socio-économique de l'Empire séfévide. En outre, Efendiyev a écrit des articles sur l'étude de l'histoire des Ilkhanat, Qara Qoyunlu, Aq Qoyunlu et Chirvanchahs. Efendiyev était l'un des collaborateurs de l'Encyclopédie soviétique de l'Azerbaïdjan, de l'Histoire de l'Union soviétique en plusieurs volumes et de l'Encyclopédie de l'histoire soviétique publiées à Moscou. Il a également travaillé sur l'Encyclopédie islamique publiée à Istanbul, en Turquie. Efendiyev était membre du comité de rédaction de l'Encyclopédie nationale de l'Azerbaïdjan.
Efendiyev a dirigé le département d'Histoire médiévale de l'Azerbaïdjan, au sein de l'Institut d'histoire de l'ANSA. Il a formé 6 docteurs en sciences et 12 candidats en sciences. Il a travaillé à l'Université d'État de Bakou, à l'Université de Marmara et à l'Université de Khazar. Entre 1994 et 2004, il a été directeur de l'Institut d'études du Caucase et de l'Asie centrale à l'Université Khazar.
De nombreux chercheurs font référence à Efendiyev dans leurs ouvrages : W. Floor, H. Halm, I. P. Petrushevsky, G. R Romer, Jean-Paul Roux, F. Sumer, Y. E. Bregel, I. Melikoff, A. Allouch, S. Kitagawa, O. Altstadt, K. Kutsia, E. Gruner, A. Yaman, M. Temizkan, N. Chetinkaya, E. I. Vasilieva, L. P. Smirnova.
Les chercheurs Bruce Grant et Lale Yalchin-Heckmann ont qualifié Efendiyev « d'expert azerbaïdjanais bien connu de l'histoire des Safavides ». L'historien azerbaïdjanais Ismail Mammadov a qualifié Efendiyev de « plus grand chercheur de l'histoire de l'État safavide ». L'anthropologue américaine Marjorie Mandelstam Balzer a écrit qu'Efendiyev avait une approche ambiguë de l'islam, qu'elle considérait comme progressiste pour l'époque.

## Décès
Ogtaï Efendiyev décède le soir du 26 février 2013 à Bakou. Il est enterré dans la deuxième rue funéraire honorifique à Bakou.

## Œuvres choisies

### Livres
- Образование азербайджанского государства Сефевидов в начале XVI в.. — Б., 1961.
- Азербайджанское государство Сефевидов в XVI веке / Редактор академик А. А. Ализаде. — Б.: Элм, 1981. — 306 с.
- Azərbaycan Səfəvilər Dövləti (азерб.). — Б., 1993. — 304 с.
- Azərbaycan Səfəvilər dövləti (азерб.). — Б.: Şərq-Qərb, 2007. — 407 с.

### Articles
- К некоторым вопросам внутренней и внешней политики Шаха Исмаила (1502 — 1524 гг.) // Труды Института истории АН Азерб. ССР.. — Б., 1957. — Т. XII. — С. 150–180.
- Из истории социальной и политической борьбы в Азербайджане на рубеже XV — XVI вв. // Краткие сообщения Института востоковедения АН СССР. — 1960. — No. 38. — С. 35–40.
- Некоторые сведения о последних ширваншахах Дербендской династии // Ближний и Средний Восток. — М., 1962.
- О малоизвестном источнике XVI в. по истории Сефевидов // Известия АН Азерб. ССР, серия обществ. наук. — 1964. — No. 2. — С. 61–68.
- Искендер Мунши // Советская историческая энциклопедия. — 1965. — Т. VI. — С. 325.
- Исмаил I // Советская историческая энциклопедия. — 1965. — Т. VI. — С. 351.
- Дон Хуан Персидский или Орудж-бек Баят? // Известия АН Азерб. ССР, серия истории, философии и права. — 1966. — No. 2. — С. 62–70.
- Минадои и его «История войн между турками и персами» // Известия АН Азерб. ССР.. — Б., 1967. — No. 1. — С. 59–66.
- Сефевие // Советская историческая энциклопедия. — 1969. — Т. XII. — С. 815.
- Сефевидов государство // Советская историческая энциклопедия. — 1969. — Т. XII. — С. 815. (совместно с А. П. Новосельцевым)
- Тахмасп I // Советская историческая энциклопедия. — 1973. — Т. XXIV. — С. 153.
- Узун-Хасан // Советская историческая энциклопедия. — 1973. — Т. XXIV. — С. 708.
- Le rôle des tribus de la langue turque dans la creation de l'État Safavide (фр.) // Turcica. — 1975. — No 6. — P. 24–33.
- Сефевиды // Большая советская энциклопедия. — 1976. — Т. XXIII. — С. 325. (совместно с А. П. Новосельцевым)
- Шахсевены // Советская историческая энциклопедия. — 1976. — Т. XVI. — С. 145.
- К освещению некоторых вопросов истории Сефевидов в современной иранской историографии // Против буржуазных фальсификаторов истории и культуры Азербайджана. — Б., 1978.
- О периодизации истории Тебриза в ХV-ХVI вв. // Товарно-денежные отношения на Ближнем и Среднем Востоке в эпоху средневековья. — М., 1979. — С. 237–245.
- Новый труд по истории Сефевидского государства // Известия АН Азерб. ССР. Серия истории, философии и права. — Б., 1979. — No. 4. — С. 133–138.
- О подати тамга и ее значении в городской экономике Азербайджана и сопредельных стран в XV— XVI вв. // Ближний и Средний Восток. Товарно-денежные отношения при феодализме.. — М., 1980. — С. 238–243. (совместно с Ш. Б. Фарзалиевым)
- Сефевиды и Ардебильское святилище шейха Сефи // Бартольдовские чтения 1982 г. Тезисы докладов и сообщений.. — М., 1982.
- On Turkic language tribes in Azerbaijan and Eastern Anatolia in the XV-XVI centuries (англ.) // V. Milletlerarası Türkiye Sosyal ve İktisat Tarihi Kongresi: İstanbul, 21-25 Ağustos 1989 : tebliğ özetleri. — İs.: Marmara Üniversitesi Türkiyat Araştırma ve Uygulama Merkezi, 1989.
- Safavi Devletinin Kuruluşunda Türk Aşiretlerinin Rolü (тур.) // Yabancı Araştırmacılar Gözüyle Alevîlik: Tuttum Aynayı Yüzüme Ali Göründü Gözüme. — İs.: Ant Yayınları, 1989.
- Gence (тур.) // İslâm Ansiklopedisi (англ.)русск.. — 1996. — C. XIV. — S. 17–20.
- Немного о карабахских меликствах // The History of the Caucasus. The scientific-public almanac. — Б., 2001. — No. 3.
- Карабах в составе государств Каракоюнлу, Аккоюнлу и Сефевидов (XV-XV1I вв.) // Карабах. Очерки истории и культуры. — Б., 2004.
- Şirvan'da Osmanlı Hâkimiyetinin yerleşmesi ve ilk Osmanlı idari taksimatına dair (тур.) // Kebikeç: insan bilimleri için kaynak araştırmaları dergisi. — An.: Kebikeç Yayınları, 2007.

## Récompenses
- Ordre de l'insigne d'honneur (1986)
- Ordre de renommée (2004)[13]